# François Bourdillon
 (avril 2019).
Pour les articles homonymes, voir Famille Bourdillon et Bourdillon.
François Bourdillon, né le 9 novembre 1953 à Conakry (Guinée), est un médecin français, spécialiste de santé publique.
Il a été directeur général de Santé publique France. Avant d'en assurer la direction générale, il en a assuré la préfiguration pendant deux ans (2014-2016) aux postes de directeur général de l'Institut de veille sanitaire (InVS) et de l'Institut national de prévention et d'éducation pour la santé (Inpes).
En septembre 2014, Marisol Touraine, ministre chargée de la Santé, lui a confié la mission de préfiguration de l'agence nationale de santé publique devant réunir l'Institut de veille sanitaire (InVS), l'Institut national de prévention et d'éducation pour la santé (Inpes), l'Établissement de préparation et de réponse aux urgences sanitaires (Éprus) et du groupement d’intérêt public Addictions Drogues Alcool Info Service (Adalis).
Il a été président de l'Observatoire français des drogues et des toxicomanies (OFDT), de la Société française de santé publique (SFSP), vice-président du Conseil national du sida et des hépatites virales (CNS), de Médecins sans frontières (MSF) et président de la commission prévention du Haut Conseil de la santé publique (HCSP).

## Biographie
François Bourdillon obtient son doctorat d'état en médecine le 29 juin 1979. Il sera qualifié en santé publique en 1996 et nommé professeur associé en santé publique en 2016 à Paris VI, à la Pitié Salpêtrière[réf. nécessaire].
Il a été responsable au Burkina Faso des actions de recherches épidémiologiques en médecine tropicale et nutritionnelle dans le cadre du programme de la Délégation générale à la recherche scientifique et technique intitulé : Lutte contre l'aridité en milieu tropical (1978-79). Il a été médecin coordinateur de l'accueil sanitaire des réfugiés d'Asie du Sud-Est en France puis directeur de l’association Migrations Santé (1980-90), puis chargé d'études sur le sida à l'Observatoire Régional de Santé Ile-de-France jusqu'en 1993. En 1993 il a rejoint le ministère de la santé où il a été chargé d'études puis responsable de la mission sida. Entre 1998 et 2001 il a été chef de bureau « Pathologies et organisation des soins » à la direction des hôpitaux. De 2001 à 2002 il a été conseiller technique au cabinet du ministre délégué à la santé chargé des programmes de santé publique (maladie d'Alzheimer, insuffisance rénale chronique, diabète...). Entre 2003 à 2011 il a été responsable de l’unité fonctionnelle évaluation – accréditation au sein du département de biostatistiques, de santé publique et d’information médicale de la Pitié-Salpêtrière. En 2011, il est nommé Chef du Pôle Santé Publique, Évaluation et Produits de Santé - Hôpitaux universitaires la Pitié-Salpêtrière Charles Foix et  Responsable du département de biostatistiques, santé publique et information médicale.
Il est ensuite nommé directeur général de l'InVS et de l'INPES avec pour mission de préfigurer l'agence nationale de santé publique qui sera créée en juin 2016. Il a été directeur général de Santé Publique France, l'agence nationale de santé publique, de 2016 à 2019. 

## Publications
- 2004 : François Bourdillon, Gilles Brücker et Didier Tabuteau, Traité de santé publique, Flammarion puis Lavoisier, coll. « Médecine Sciences » (réimpr. 2007 et 2016).
- 2007 : avec Dominique Simon, M. Popelier et André Grimaldi, Éducation thérapeutique, prévention et maladies chroniques, Masson 4e édition 2020, 433 pages (prix Prescrire 2007 du livre médical et pharmaceutique[réf. nécessaire]).
- 2009 : Traité de prévention, Flammarion, coll. « Médecine Sciences »
- 2009 : Agences régionales de santé : prévention, promotion et programmes de santé, Éditions Inpes, 191 pages
- 2015 : Rapport de préfiguration de l’Agence nationale de santé publique, Documentation française[4].
- 2020 : Agir en santé publique. De la connaissance à l'action, Presses de l'EHESP, 236 pages
- 2024 : André Grimaldi et François Bourdillon. Notre santé : 7 questions, 7 réponses. Le débat confisqué. Éditions Odile Jacob, 149 pages